# Centracanthidae
Famille
Les Centracanthidae sont une famille de poissons marins de l'ordre des Perciformes et représentée par deux genres et dix espèces.

## Liste des genres
- Selon ITIS
- Centracanthus Rafinesque, 1810 — (1 espèce)
- Spicara Rafinesque, 1810 — (9 espèces)